# Erik Fetter
Erik Fetter (* 5. April 2000 in Budapest) ist ein ungarischer Radrennfahrer.

## Sportlicher Werdegang
Mit dem Radsport begann Fetter im Gelände. Als Junior wurde er 2017 und 2018 ungarischer Junioren-Meister im Cross-Country sowie Vize-Meister im Cyclocross. Bei den Olympischen Jugend-Sommerspielen 2018 entschied er in der Kombination das Short Track-Rennen für sich und belegte in der Gesamtwertung den sechsten Platz. 2019, nach dem Wechsel in die U23, startete er im U23-Weltcup und belegte – als bestes Ergebnis – in Snowshoe den achten Platz. Bei Welt- und Europameisterschaften gelangen ihm keine vorderen Platzierungen, national wurde er ungarischer Meister im Cross-Country Eliminator.
Parallel zum MTB wurde Fetter zur Saison 2019 Mitglied im damaligen ungarischen UCI Continental Team Pannon Cycling und nahm vermehrt an Straßenradrennen teil. Nach Auflösung vom Pannon Cycling Team wechselte er zur Saison 2020 zum UCI ProTeam Eolo-Kometa und wandte sich vollends dem Straßenradsport zu. Nachdem er 2020 noch ohne zählbare Erfolge geblieben war, erzielte er 2021 bei der Tour du Limousin seinen ersten Sieg auf der UCI Europe Tour. Zudem errang er den Titel des ungarischen Meisters im Einzelzeitfahren, den er 2022 erfolgreich verteidigte. In beiden Jahren verpasste er bei den Europameisterschaften im Straßenrennen der U23 jeweils als Vierter nur knapp eine Medaille. Mit dem Giro d’Italia 2022 nahm er erstmals an einer Grand Tour teil und beendete diese auf dem 83. Platz der Gesamtwertung.
Nachdem Fetter 2023 und 2024 ohne zählbare Erfolge geblieben war, wurde sein Vertrag nicht verlängert. Daraufhin wechselte er zum neu gegründeten ungarischen UCI Continental Team United Shipping.

## Erfolge

### Straße
2021
- Ungarischer Meister – Einzelzeitfahren
- eine Etappe Tour du Limousin

2022
- Ungarischer Meister – Einzelzeitfahren
- Nachwuchswertung Okolo Jižních Čech

### Mountainbike
2017
- Ungarischer Meister (Junioren) – Cross-Country XCO

2018
- Ungarischer Meister (Junioren) – Cross-Country XCO

2019
- Ungarischer Meister – Eliminator XCE

## Grand Tour-Platzierungen
| Grand Tour            | 2022 | 2023 |
| --------------------- | ---- | ---- |
| Giro d’ItaliaGiro     | 83   | DNF  |
| Tour de FranceTour    | –    | –    |
| Vuelta a EspañaVuelta | –    | –    |